# Heinrich Ludwig Lobeck

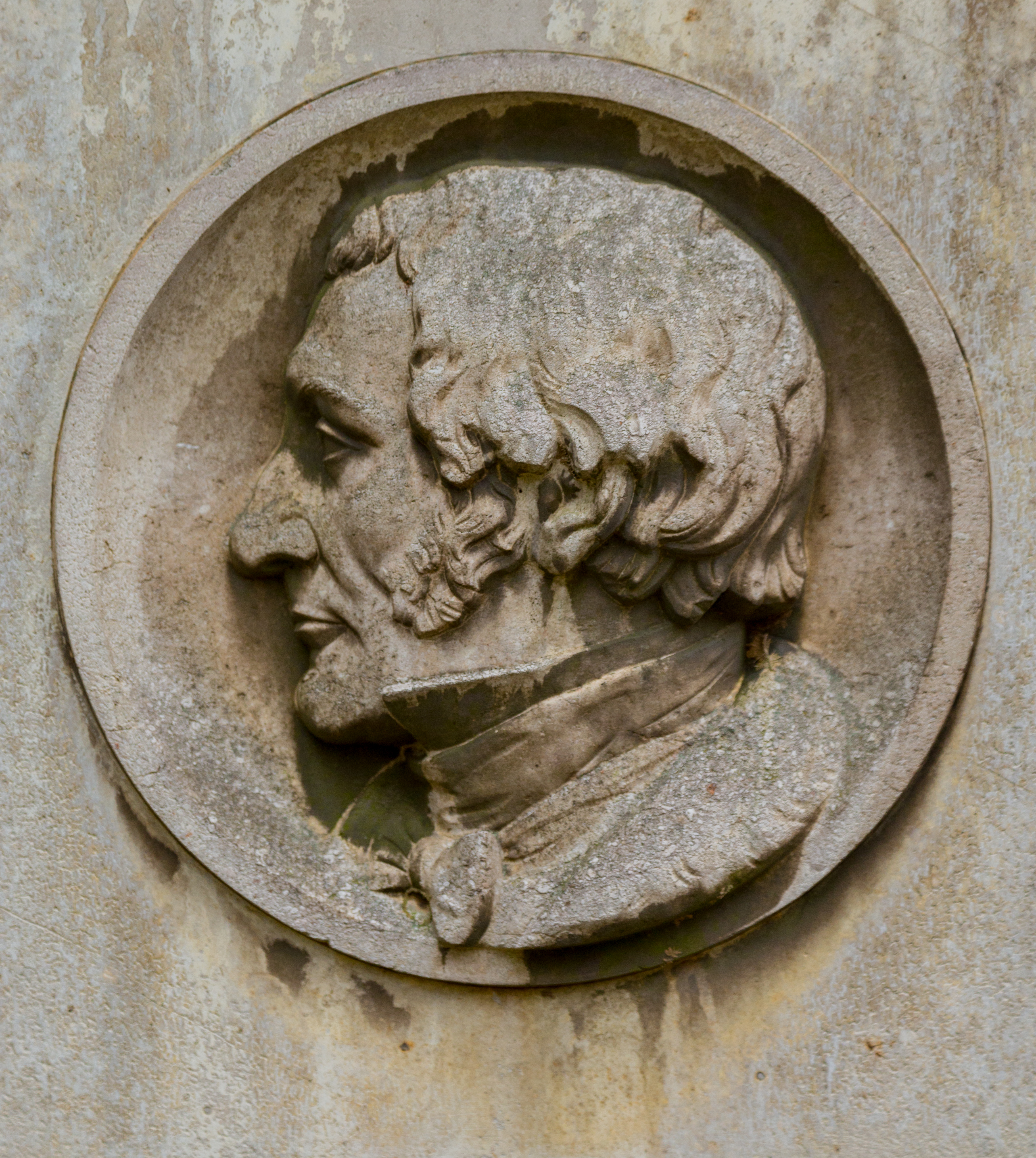
Heinrich Ludwig Lobeck, Profilportrait auf seinem Grabmal

Heinrich Ludwig Lobeck (* 25. März 1787 in Demmin; † 30. Dezember 1855 in Berlin) war ein deutscher Kaufmann und Versicherungsunternehmer. Er gründete die Berlinische Lebens-Versicherungs-Gesellschaft, die erste Lebensversicherung in Preußen auf kaufmännischer Basis.

## Leben
Heinrich Ludwig Lobeck war der jüngste Sohn des Demminer Kaufmanns Jürgen Peter Lobeck und dessen Frau Salome Charlotte. Er besuchte die Handelsschule in Magdeburg und sammelte anschließend als Volontär im Geschäft des Vaters und bei einem Stettiner Handelshaus erste berufliche Erfahrungen. Trotz der Kontinentalsperre ging er nach England, wo er nach einiger Zeit ein eigenes Handelshaus gründete. Das gut entwickelte System der Lebensversicherungen in England, das er ausgiebig studierte, brachte ihn auf die Idee, in Preußen eine eigene Lebensversicherung zu gründen.

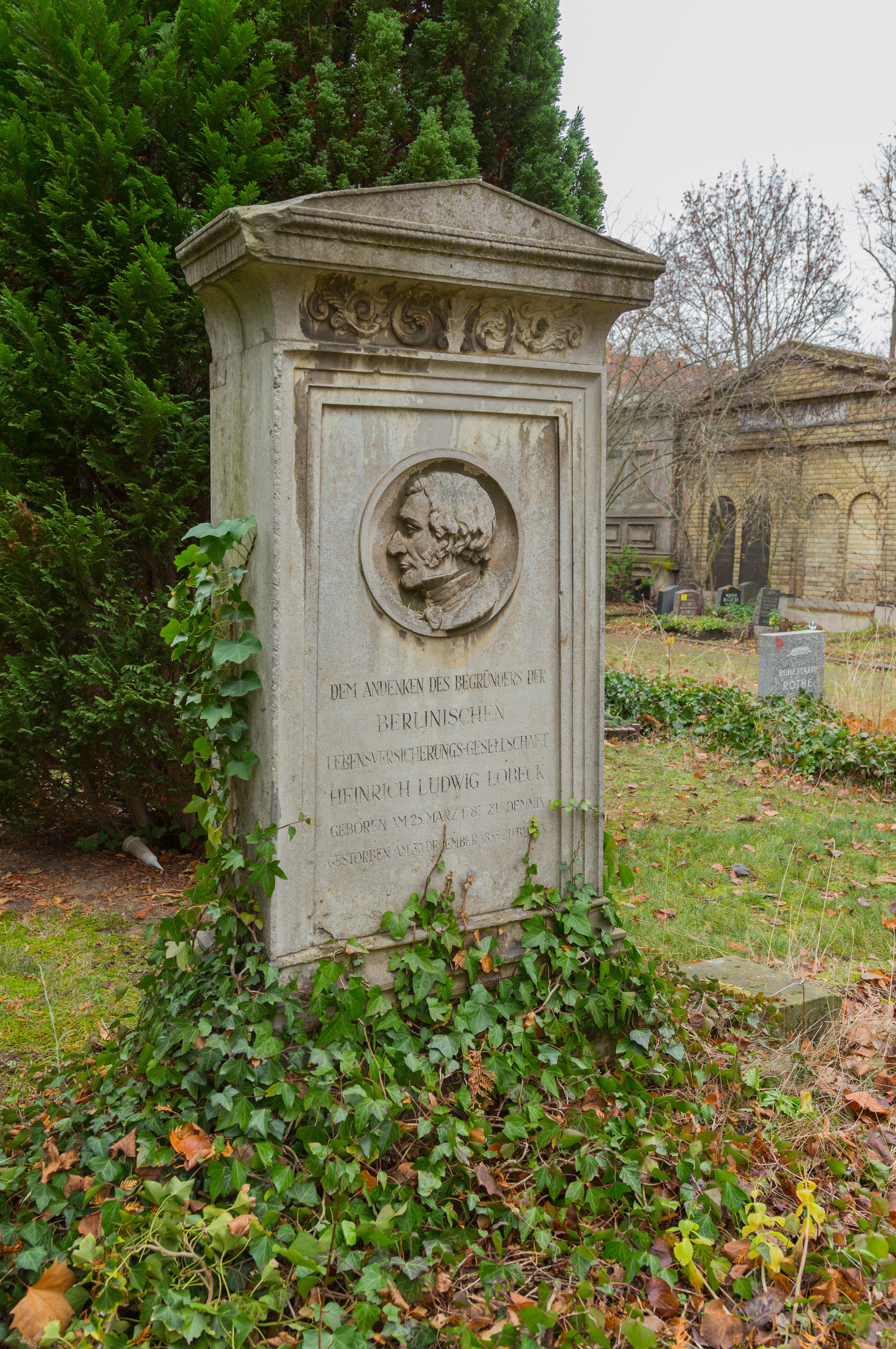
Lobecks Grab auf dem Georgen-Parochial-Friedhof V

Mit dieser Absicht kehrte er 1834, dem Jahr des Inkrafttretens des Deutschen Zollvereins, nach Deutschland zurück. Es gelang ihm, die maßgeblichen preußischen Behörden und führende Persönlichkeiten der Wirtschaft Berlins für sein Vorhaben zu gewinnen. Dieses sah die Gründung eines Aktienvereins mit einem Grundkapital von einer Million preußischer Taler vor. Ein Gründungsausschuss trat am 19. Januar 1835 zusammen. Am 11. Juni 1836 erteilte Friedrich Wilhelm III. die Genehmigung für die Bildung der Berlinischen Lebens-Versicherungs-Gesellschaft. Von September 1836 bis Ende 1837 entstanden vor allem in den Provinzen Brandenburg und Pommern 460 Agenturen. Heinrich Ludwig Lobeck leitete als „Vollziehender Direktor“ oder „General-Agent“ die Versicherungsgesellschaft.
1848 führte er die Sparkassenversicherung ein, eine private Rentenversicherung, die eine entscheidende Stufe zur heute vorherrschen Todes- und Erlebensfallversicherung darstellte.
Wegen einer schweren Erkrankung musste er sich 1855 aus der Unternehmensführung zurückziehen. Er starb wenige Tage nach seiner Frau Marie am 30. Dezember desselben Jahres. Die Beisetzung fand unter großer Anteilnahme auf dem Georgen-Parochial-Friedhof V an der Friedenstraße in Berlin statt. Sein klassizistisches Grabmal aus weißem Marmor trägt ein reliefartiges Profilportrait. 
1962 wurde eine Straße in Berlin-Kreuzberg nach ihm benannt.